# Dennis Sullivan
Dennis Sullivan (n. 12 februarie 1941, Port Huron, Michigan, SUA) este un matematician câștigător al Premiului Abel în 2022.